# Canton de Grostenquin
Le canton de Grostenquin est une ancienne division administrative française qui était située dans le département de la Moselle et la région Lorraine.

## Géographie
Ce canton est organisé autour de Grostenquin dans l'arrondissement de Forbach. Son altitude varie de 215 m (Petit-Tenquin) à 354 m (Brulange) pour une altitude moyenne de 261 m.

## Histoire
Comme les autres cantons de l'actuel département de la Moselle, le canton de Grostenquin est annexée à l’Empire allemand de 1871 à 1918. Les Mosellans se battent naturellement pour l’Empire allemand en 1914. La victoire française en 1918 sera toutefois bien acceptée par les habitants du canton, heureux de retrouver la paix. 
La Seconde Guerre mondiale et le drame de l'Annexion marqueront longtemps les esprits.

## Langue
D'après un recensement de 1962, le canton comptait 40 à 60 % de locuteurs du francique lorrain. Après cette date, les recensements de l'INSEE ont arrêté de poser la question de la langue maternelle au citoyen enquêté.

## Représentation

### Conseillers généraux de 1833 à 2015
| Période         | Période      | Identité                    | Étiquette             | Qualité |
| --------------- | ------------ | --------------------------- | --------------------- | --- |
| 1833            | 1845         | François Butin (1779-1852)  |                       | Notaire royal, maire de Morhange |
| 1845            | 1848         | Jean-Baptiste Chapellier    |                       | Suppléant du juge de paix à Morhange |
| 1848            | 1871         | Maximilien Pougnet          |                       | Ingénieur, fondateur de la Compagnie houillère de Moselle Propriétaire, maire de Landroff |
| 1871            | 1919         | Annexion allemande          |                       | |
| 1919            | 1922         | Auguste Négler              | URL                   | Négociant - Maire de Morhange |
| 1922            | 1923 (décès) | Pierre May                  | URL                   | Docteur en médecine à Morhange |
| 1924            | 1934         | Eugène Guerber              | URL                   | Rentier - Maire de Baronville |
| 1934            | 1935 (décès) | Henri Guerber               | URL                   | Négociant quincaillier à Morhange, conseiller d'arrondissement |
| 26 février 1936 | 1940         | Eugène Foulé                | URL                   | Sculpteur Maire de Petit-Tenquin |
| 1940            | 1944         | Annexion allemande          |                       | |
| 1945            | 1951         | Joseph Hen                  | Ind. puis PCF         | Agriculteur - Adjoint au Maire de Hellimer |
| 1951            | 1964         | René Grandidier (1901-1975) | DVD                   | Agriculteur, maire de Baronville (1945-1965), ancien conseiller d'arrondissement |
| 1964            | 1970         | Roger Frey (1924-2011)      | SE                    | Maire de Racrange |
| 1970            | 1993 (décès) | Daniel Sudan (1922-1993)    | UDR puis RPR          | Pharmacien Maire de Morhange (1977-1993) |
| 1993            | 2015         | Claude Bitte                | DVD puis RPR puis UMP | Exploitant agricole Maire de Vallerange (1983-2020) Président de la Communauté de Communes du Centre Mosellan Premier Vice-Président du Conseil Général Suppléant du député André Berthol (2002-2007) Elu en 2015 dans le Canton de Sarralbe |

### Conseillers d'arrondissement (de 1833 à 1940)
Le canton de Grostenquin avait deux conseillers d'arrondissement à partir de 1919.
| Période                                  | Période      | Identité                               | Étiquette     | Qualité |
| ---------------------------------------- | ------------ | -------------------------------------- | ------------- | --- |
| 1833                                     |              | Victor Nicolas Paté (1793-1851)        |               | Maitre de poste, maire de Baronville                                                                        |
|                                          |              |                                        |               | |
| 1842                                     |              | François Duvivier                      |               | Notaire à Hellimer                                                                                          |
|                                          |              |                                        |               | |
| 1919                                     | 1925         | Émile Peupion                          | URL           | Propriétaire agriculteur au Bischwald, commune de Bistroff                                                  |
| 1919                                     | 1925         | Victor-Joseph Stémart                  | URL           | Propriétaire agriculteur à Harprich                                                                         |
| 1925                                     | 1931         | Jean Fey                               |               | Arboriculteur, maire de Frémestroff                                                                         |
| 1925                                     | 1934         | Henri Guerber                          | URL           | Négociant quincaillier à Morhange                                                                           |
|                                          |              |                                        |               | |
| 1931                                     | 1935 (décès) | Charles-Edouard Grandidier (1870-1935) | Front lorrain | Agriculteur, maire de Baronville                                                                            |
| 1931                                     | 1940         | M. Pottier                             | Front lorrain | |
| 1935                                     | 1940         | René Grandidier                        | Droite        | Agriculteur, maire de Baronville (1936-1939)                                                                |
| 1940                                     |              |                                        |               | Les conseils d'arrondissement ont été suspendus par la loi du 12 octobre 1940 et n'ont jamais été réactivés |
| Les données manquantes sont à compléter. |              |                                        |               | |

## Composition
Le canton de Grostenquin groupe 31 communes et compte 14 476 habitants (recensement de 2011 sans doubles comptes).
| Communes                | Population (2012) | Code postal | Code Insee |
| ----------------------- | ----------------- | ----------- | ---------- |
| Altrippe                | 398               | 57660       | 57014      |
| Baronville              | 410               | 57340       | 57051      |
| Bérig-Vintrange         | 239               | 57660       | 57063      |
| Biding                  | 307               | 57660       | 57082      |
| Bistroff                | 330               | 57660       | 57088      |
| Boustroff               | 155               | 57380       | 57105      |
| Brulange                | 103               | 57340       | 57115      |
| Destry                  | 88                | 57340       | 57174      |
| Diffembach-lès-Hellimer | 381               | 57660       | 57178      |
| Eincheville             | 228               | 57340       | 57189      |
| Erstroff                | 212               | 57660       | 57198      |
| Frémestroff             | 299               | 57660       | 57237      |
| Freybouse               | 423               | 57660       | 57239      |
| Gréning                 | 140               | 57660       | 57258      |
| Grostenquin             | 573               | 57660       | 57262      |
| Guessling-Hémering      | 926               | 57380       | 57275      |
| Harprich                | 210               | 57340       | 57297      |
| Hellimer                | 605               | 57660       | 57311      |
| Landroff                | 301               | 57340       | 57379      |
| Laning                  | 556               | 57660       | 57384      |
| Lelling                 | 507               | 57660       | 57389      |
| Leyviller               | 457               | 57660       | 57398      |
| Lixing-lès-Saint-Avold  | 722               | 57660       | 57409      |
| Maxstadt                | 324               | 57660       | 57453      |
| Morhange                | 3 667             | 57340       | 57483      |
| Petit-Tenquin           | 232               | 57660       | 57536      |
| Racrange                | 625               | 57340       | 57560      |
| Suisse                  | 103               | 57340       | 57662      |
| Vahl-Ebersing           | 542               | 57660       | 57684      |
| Vallerange              | 223               | 57340       | 57687      |
| Viller                  | 190               | 57340       | 57717      |

## Démographie
| 1962   | 1968   | 1975   | 1982   | 1990   | 1999   | 2011   |
| ------ | ------ | ------ | ------ | ------ | ------ | ------ |
| 11 547 | 13 249 | 13 831 | 14 078 | 14 347 | 13 961 | 14 476 |